# Синове
Сино́ве — село в Україні, у Сереховичівській сільській громаді Ковельського району Волинської області. Населення становить 636 осіб.

## Географія
Село розташоване на лівому березі річки Турії.

## Історія
Станом на 1885 рік у колишньому власницькому селі Ницівської волості Ковельського повіту Волинської губернії мешкало 1050 осіб, налічувалось 187 дворових господарств, існували православна церква, школа та постоялий будинок.
До 12 липня 2017 року було центром Синівської сільської ради.

## Населення
Згідно з переписом УРСР 1989 року чисельність наявного населення села становила 752 особи, з яких 362 чоловіки та 390 жінок.
За переписом населення України 2001 року в селі мешкали 633 особи.

### Мова
Розподіл населення за рідною мовою за даними перепису 2001 року:
| Мова       | Відсоток |
| ---------- | -------- |
| українська | 99,53 %  |
| російська  | 0,47 %   |